# Zefirosaure
El zefirosaure (Zephyrosaurus) és un gènere de dinosaure ornitòpode hipsilofodont que va viure al Cretaci inferior (Aptià-Albià). Es basa en un crani parcial i fragments post-cranials trobats a la formació de Cloverly, a Montana. S'estan descrivint noves restes, i restes de petges de Maryland i Virgínia s'han atribuït a algun dinosaure similar a aquest.